# Hiệp can nghĩa đảm Thẩm Kiếm Tâm
Hiệp can nghĩa đảm Thẩm Kiếm Tâm (tiếng Trung: 剑网3·侠肝义胆沈剑心) là một bộ phim hoạt hình mạng lấy bối cảnh trò chơi Kiếm hiệp tình duyên 3 (hay còn gọi là Kiếm Tam). Bộ phim kể về hành trình của Thẩm Kiếm Tâm, một thanh niên mang mộng đại hiệp, bên cạnh đó bộ phim cũng phê phán một cách hài hước các hiện tượng mạng.
Phần một của sê-ri được khởi chiếu từ ngày 21 tháng 9 năm 2018; phần hai đang được phát hành độc quyền trên Bilibili từ ngày 27 tháng 12 năm 2019.

## Tóm tắt nội dung
Thẩm Kiếm Tâm vốn là một bảo an của thôn Đạo Hương, tuy là một người bình thường nhưng lại ôm chí lớn trở thành đại hiệp giang hồ. Sau khi vào đại môn phái - Thuần Dương cung, anh trời xui đất khiến mà lĩnh ngộ tuyệt học của Thuần Dương cung, nhưng bản thân lại không hề hay biết. Vì vậy, Thẩm Kiếm Tâm quyết chí nhập giang hồ, viết lên con đường của bản thân.
Trên bước đường đại hiệp của mình, anh lần lượt phá tan âm mưu đen tối của Minh giáo, Hồng Y giáo, Đường môn; cứu giúp những người trong hoàn cảnh khó khăn, rụng tóc, hỏa hoạn, cướp giật,...

## Nhân vật

### Thẩm Kiếm Tâm
Lồng tiếng: Bảo Mộc Trung Dương
Thẩm Kiếm Tâm (tiếng Trung: 沈剑心, sinh ngày 28 tháng 8, tại Nam Hải, Lĩnh Nam) tuy có xuất thân là bảo an chuyên nghiệp nhưng lòng mang chí lớn, đã quyết từ bỏ công việc ổn định để đi thực hiện giấc mộng của mình. Vừa rời thôn, anh đã được đệ tử Thuần Dương cung tinh mắt mời chào gia nhập Thuần Dương cung làm quan môn đệ tử; trong thời gian làm quan môn đệ tử, anh nhanh chóng thu hút được sự chú ý của chưởng môn Lý Vong Sinh, được ông truyền cho tuyệt học được tổ sư Lã Động Tân khai sáng là "Sổ tay Thuần Dương". Tu luyện Sổ tay Thuần Dương, danh vọng, địa vị của anh tăng lên nhanh chóng, nhưng chính vào đêm mà chưởng môn quyết định sẽ đưa anh lên làm một trong "Thuần Dương thất tử" - bảy lãnh đạo tối cao của Thuần Dương cung thì anh đã ngộ ra danh vọng, địa vị chỉ là hư ảo nên đã từ chối ông; cũng nhân đây mà Thẩm Kiếm Tâm đã lĩnh ngộ được chân ý thực sự của "Sổ tay Thuần Dương", tu thành thần công cái thế.
Nhận thấy mình không thể trở thành đại hiệp nếu chỉ ở trên núi tu hành, Thẩm Kiếm Tâm quyết tâm hạ sơn đi lưu lạc giang hồ. Nghe nói Tàng Kiếm sơn trang tổ chức Danh Kiếm đại hội, anh tới tham gia và gặp được hai pháp vương của Minh giáo đang âm mưu phá hỏng đại hội và ám toán trang chủ, đệ nhất mỹ nam Diệp Anh; thấy chuyện bất bình chẳng tha, anh đã ra tay phá hỏng âm mưu của Minh giáo.
Sau đó anh tới thành Trường An, trở thành vị anh hùng bí ẩn bảo vệ thành phố này. Việc làm của anh thu hút sự chú ý của Quỷ mưu - Lý Phục; hai người đã kết đội với lý tưởng thay đổi cách cục giang hồ. Một ngày nọ, Thẩm Kiếm Tâm phát hiện mình mắc chứng rụng tóc, không còn cách nào khác, anh phải lên đường tới Vạn Hoa cốc cầu y. Tại đây, anh đã chứng kiến chuyện tình lâm ly bi đát của cặp đôi Kỳ Tiến - Cốc Chi Lam, cặp đôi chênh tuổi chú - cháu kiêm thù diệt môn; cảm động trước tình cảm của cả hai người, anh đã giúp họ thành đôi. Trở lại thành Trường An, anh gặp lại Cơ Biệt Tình, người cũ của Kỳ Tiến, được anh ta kể lại câu chuyện cũ ngày còn sắc son của cặp đôi Kỳ Tiến - Cơ Biệt Tình, cũng như sự thật về thảm họa diệt môn của gia đình Cốc Chi Lam.
Hồng Y giáo, một giáo phái mới nổi mang ý định thao túng giang hồ, Thẩm Kiếm Tâm cùng với Lý Phục và bang chủ Cái Bang triệt phá ma giáo này.
Cuối năm, nhân đại hội tổng kết cuối năm của Thuần Dương cung, Thẩm Kiếm Tâm trở lại môn phái, anh đã đại triển thành công rút ra thanh Thiên đạo chi kiếm mà tổ sư Lã Động Tân để lại. Theo lý, vì đã rút ra được Thiên đạo chi kiếm, anh sẽ trở thành chưởng môn tiếp theo của Thuần Dương cung, song, không màng danh tiếng, anh quyết định tiếp tục xuống núi rải nghiệp giang hồ.

### Tạ Vân Lưu
Lồng tiếng: Dương Mặc
Tạ Vân Lưu (tiếng Trung: 谢云流, đạo hiệu Tĩnh Hư Tử, danh hiệu Kiếm Ma) là cựu đệ tử Thuần Dương cung, vốn là đại đệ tử của Lã Động Tân; do đầu tư chính trị thất bại, bị triều đình truy nã nên bị trục xuất sư môn; trong lúc bỏ trốn đã đả thương sư phụ Lã Động Tân, phạm vào đại kỵ khi sư diệt tổ, nên bị cả giang hồ đuổi giết. Vì vậy, ông buộc phải lưu vong và lập nghiệp tại Nhật Bản, thành lập tổ chức Trung Điều Nhất Đao Lưu.

## Lồng tiếng
| Nhân vật                   | Diễn viên lồng tiếng |
| -------------------------- | -------------------- |
| Thẩm Kiếm Tâm              | Bảo Mộc Trung Dương  |
| Lý Phục                    | Đằng Tân             |
| Vương Đại Thạch/Đường Giản | Đồ Đặc Cáp Mông      |
| Lý Vong Sinh               | Lâm Cường            |
| Diệp Anh                   | Bành Nghiêu          |
| Kỳ Tiến                    | Tào Húc Bằng         |
| Vu Duệ                     | Lê Tiêu Mông         |
| Lạc Phong                  | Đồng Âm              |
| Cao Kiếm                   | Lưu Minh Nguyệt      |
| Thuần Dương sơ cấp đệ tử C | Lý Lan Lăng          |
| Đông Phương Vũ Hiên        | Lý Lộ                |

## Danh sách tập phim

### Phần 1
| TT. tổng thể | TT. trong mùa phim | Tiêu đề                                 | Ngày phát hành gốc   |
| --- | ------------------ | --------------------------------------- | -------------------- |
| 1 | 1                  | "Giấc mộng đại hiệp của một tên bảo vệ" | 21 tháng 9 năm 2018  |
| Bảo an thôn Đạo Hương Thẩm Kiếm Tâm mang giấc mộng trở thành đại hiệp giang hồ. Được sư phụ Vương Đại Thạch chỉ điểm muốn trở thành đại hiệp phải tìm được tình duyên trước.                                                          |                    |                                         |                      |
| 2 | 2                  | "Quan môn đệ tử Thẩm Kiếm Tâm"          | 21 tháng 9 năm 2018  |
| Tạm biệt thôn Đạo Hương, Thẩm Kiếm Tâm bái nhập Thuần Dương cung làm quan môn đệ tử. Trong một lần tìm chưởng môn tâm sự, được chưởng môn Lý Vong Sinh truyền cho Thuần Dương tuyệt học "Sổ tay Thuần Dương".                         |                    |                                         |                      |
| 3 | 3                  | "Sơ xuất giang hồ"                      | 28 tháng 9 năm 2018  |
| Thẩm Kiếm Tâm dời núi lưu lạc giang hồ, vì trở thành đại hiệp mà quyết định đi tham dự Danh kiếm đại hội; tại Tàng Kiếm sơn trang gặp được Diệp Anh và hai Pháp vương Minh giáo.                                                      |                    |                                         |                      |
| 4 | 4                  | "Kỳ nam tử - Diệp Anh"                  | 5 tháng 10 năm 2018  |
| Diệp Anh mời Thẩm Kiếm Tâm đến Kiếm trủng của Tàng Kiếm sơn trang xem thần kiếm "Toái tinh" sắp mở bán, không ngờ bị Thẩm Kiếm Tâm lỡ tay bẻ gãy.                                                                                     |                    |                                         |                      |
| 5 | 5                  | "Một lần đại hội bùng nổ kinh phí"      | 12 tháng 10 năm 2018 |
| Danh kiếm đại hội được tổ chức, Pháp vương Minh giáo xuất hiện đoạt thần kiếm, bị Diệp Anh đánh bay. |                    |                                         |                      |
| 6 | 6                  | "Người bảo vệ Thành Trường An"          | 19 tháng 10 năm 2018 |
| Thẩm Kiếm Tâm tới thành Trường An, trở thành đại hiệp thần bí, mỗi ngày hành hiệp trượng nghĩa, dẫn đến sự chú ý của "Quỷ mưu" Lý Phục.                                                                                               |                    |                                         |                      |
| 7 | 7                  | "Trị chứng rụng tóc, nhà ai giỏi nhất"  | 26 tháng 10 năm 2018 |
| Ngủ dậy, Thẩm Kiếm Tâm phát hiện mình bị hói, đành phải đi Vạn Hoa cốc tìm thầy chữa bệnh, tình cờ gặp Cốc Chi Lam. |                    |                                         |                      |
| 8 | 8                  | "Vạn Hoa thất thức"                     | 2 tháng 11 năm 2018  |
| Thẩm Kiếm Tâm, Kỳ Tiến, Cơ Biệt Tình cùng tham gia cuộc thi "Vạn Hoa thất thức". |                    |                                         |                      |
| 9 | 9                  | "Nhóm thích khách Ám Tương"             | 9 tháng 11 năm 2018  |
| Làm đa cấp thuốc trị rụng tóc thất bại, Thẩm Kiếm Tâm vào quán rượu mua say, vô tình gặp Cơ Biệt Tình, được anh ta kể cho quá trình debut và tan rã của nhóm thích khách Ám Tương.                                                    |                    |                                         |                      |
| 10 | 10                 | "Nguy cơ Hồng Y giáo"                   | 16 tháng 11 năm 2018 |
| Thẩm Kiếm Tâm nhặt được một đứa trẻ bị bỏ rơi, nghe nói Hồng Y giáo xây dựng cô nhi viện thu nhận cô nhi, liền đưa đứa bé cho Hồng Y giáo, nhưng sau đó lại được Lý Phục nói cho rằng Hồng Y giáo là tà giáo.                         |                    |                                         |                      |
| 11 | 11                 | "Gọi to tên ta A Tát Tân"               | 23 tháng 11 năm 2018 |
| Thẩm Kiếm Tâm phá hủy Hồng Y giáo truyền giáo nhưng lại không được dân chúng tán đồng, nhân cơ hội Thẩm Kiếm Tâm bị strees, A Tát Tân liền truyền bá giáo lý Hồng Y giáo cho anh ta. Nhưng cuối cùng, vẫn bị Thẩm Kiếm Tâm đánh chạy. |                    |                                         |                      |
| 12 | 12                 | "Giang hồ gặp lại"                      | 30 tháng 11 năm 2018 |
| Gia nhập giang hồ đã lâu, Thẩm Kiếm Tâm vẫn không có tiếng tăm gì, nản lòng thoái chí mà trở về Thuần Dương cung; được trưởng môn tư vấn tâm lý mà trở lại giang hồ.                                                                  |                    |                                         |                      |

### Phần 2
| TT. tổng thể | TT. trong mùa phim | Tiêu đề                       | Ngày phát hành gốc   |
| --- | ------------------ | ----------------------------- | -------------------- |
| 13 | 1                  | "Thuần Dương cố nhân"         | 27 tháng 12 năm 2019 |
| Kế hoạch bán tự truyện thất bại, Thẩm Kiếm Tâm phải gán nợ lại thanh kiếm trấn phái của Thuần Dương cung. Đang lúc chưa biết bịa ra câu chuyện như thế nào để qua mặt trưởng môn thì có đệ tử Thuần Dương tới cấp báo sư môn đang bị tấn công, Thẩm Kiếm Tâm tức tốc chạy về. Người tấn công Thuần Dương cung lại hóa ra là Tạ Vân Lưu, cựu đệ tử của Thuần Dương cung. Thẩm Kiếm Tâm nhanh chóng vận thần công đánh bại thì hóa ra đây chỉ là một kẻ giả mạo, đúng lúc này, Tạ Vân Lưu thật xuất hiện, nói đôi câu vài lời rồi bỏ đi. |                    |                               |                      |
| 14 | 2                  | "Hải đồ Đại Đường"            | 27 tháng 12 năm 2019 |
| Đánh bại Tạ Vân Lưu giả, Thẩm Kiếm Tâm thu được chiến lợi phẩm là một nửa tấm hải đồ cửa biển và các đảo ven biển của Đại Đường. Nhận thấy sự tình quan hệ trọng đại, chưởng môn Lý Vong Sinh tổ chức Hội nghị các chưởng môn, có sự tham gia của Cốc chủ Vạn Hoa cốc - Đông Phương Vũ Hiên, Phường chủ Thất Tú phường - Diệp Chỉ Thanh, Đô thống Thiên Sách Phủ - Lý Thừa Ân, Phương trượng Thiếu Lâm tự - Huyền Chính; nhưng không ai chịu tin tưởng về mối họa Đông Doanh. Bất đắc dĩ Lý Vong Sinh phải giao cho Thẩm Kiếm Tâm nhiệm vụ điều tra vụ việc. |                    |                               |                      |
| 15 | 3                  | "Đại hiệp nguy cơ"            | 3 tháng 1 năm 2020   |
| Thẩm Kiếm Tâm cùng Cơ Biệt Tình triệt phá hang ổ đường dây bắt cóc buôn bán trẻ con. |                    |                               |                      |
| 16 | 4                  | "Chuyển phát nhanh Đường Môn" | 10 tháng 1 năm 2020  |
| Để có tiền trả nợ, Thẩm Kiếm Tâm đi làm nhân viên chuyển phát nhanh của hãng Đường Môn. |                    |                               |                      |
| 17 | 5                  | "Nhật Luân nghi vân"          | 17 tháng 1 năm 2020  |
| Phát hiện ra Đường Môn vận chuyển vũ khí cho người Đông Doanh, Lý Phục và Thẩm Kiếm Tâm đột nhập vào kho hàng của Đường Môn để điều tra. Tại đây hai người gặp phải môn chủ Đường Môn là Đường Ngạo Thiên, hai người dùng võ đức và lý lẽ thuyết phục môn chủ bỏ ác theo thiện, cuối cùng cũng thành công thuyết phục môn chủ Đường Ngạo Thiên chuyển đổi ngành kinh doanh sang bán lẩu. Phản ứng lại, Nhật Luân sơn thành tổ chức cuộc thi Tìm kiếm đại hiệp 108 với mục đích lũng đoạn tầng lớp lãnh đạo của giang hồ trung nguyên; Thẩm Kiếm Tâm để phục vụ công cuộc điều tra nên cũng tham gia cuộc thi này. Chiều hôm sau, Thẩm Kiếm Tâm có một buổi hẹn hò lãng mạn với Kỳ Ngọc. |                    |                               |                      |
| 18 | 6                  | "Lạc giữa đảo hoang"          | 24 tháng 1 năm 2020  |
| Lập chí đi Nhật Luân sơn thành tham gia Tìm kiếm đại hiệp 108, Thẩm Kiếm Tâm cùng Tống Kỳ Ngọc, Lý Phục và Thu Diệp Thanh dong buồm ra biển. Không may, trên biển gặp bão lớn nên thuyền bị đắm, Thẩm Kiếm Tâm trôi dạt vào một hòn đảo hoang. Tại đây, anh đã thể hiện kỹ năng sinh tồn thượng thừa trong môi trường tự nhiên khắc nghiệt. |                    |                               |                      |
| 19 | 7                  | "Cầu sinh nơi hoang đảo"      | 31 tháng 1 năm 2020  |
| Nhờ một tấm bia đá, nhóm Thẩm Kiếm Tâm biết được mình đang ở trên một hòn đảo tên là Phù Khâu, nằm trên lưng một con cá voi khổng lồ. Tại đây, nhóm bạn gặp được tộc chim Ca Lâu La, và được tộc trưởng xin giúp đỡ đối phó với tộc rắn Na Già gian manh độc ác. Thẩm Kiếm Tâm, với thần công trong tay, cùng với thanh thần kiếm mà Phù Khâu tiên nhân để lại đã chém chết tộc trưởng Na Già. Nhưng ngay sau đó, Tống Kỳ Ngọc trở mặt cướp đi một nửa tấm hải đồ của Thẩm Kiếm Tâm mà bay đi mất. |                    |                               |                      |
| 20 | 8                  | "Thế ngoại Bồng Lai"          | 7 tháng 2 năm 2020   |
| Thất tình, Thẩm Kiếm Tâm được y sinh Đan Nhi trên đảo Bồng Lai hết lòng cứu chữa. Khi hay tin Kiếm ma Tạ Vân Lưu đến quyết chiến với Bồng Lai đảo chủ Phương Càn để dành lấy một nửa tấm hải đồ còn lại, Thẩm Kiếm Tâm liền biết mình phải làm gì. Anh cho Phương Càn ăn hành một trận ra bã rồi mang đi một nửa tấm hải đồ còn lại trong sự khiếp sợ của Tạ Vân Lưu. |                    |                               |                      |
| 21 | 9                  | "Bát Kỳ đại xà"               | 14 tháng 2 năm 2020  |

## Âm nhạc
| STT              | Nhan đề                                          | Phổ lời          | Phổ nhạc         | Ca sĩ                      | Thời lượng |
| ---------------- | ------------------------------------------------ | ---------------- | ---------------- | -------------------------- | ---------- |
| 1.               | "Tại hạ, Thẩm Kiếm Tâm!" (ca khúc chủ đề phần 1) | Đường Thiếu Bắc  | Lý Mộng          | Vũ Lạc Huge, Tiểu Ái Nương | 2:29       |
| 2.               | "Thiếu hiệp không xài đao" (nhạc kết phần 1)     | Tô Chúc Chúc     | COP              | Song Sanh                  | 3:36       |
| 3.               | "Thập phương hiệp cốt" (ca khúc chủ đề phần 2)   | Đường Thiếu Bắc  | Lý Mộng          | Lý Thường Siêu             | 3:21       |
| 4.               | "Tâm vẫn như xưa" (nhạc kết phần 2)              | Nguyệt Ngâm Thi  | Lý Mộng          | KANATA Tuyết               | 2:18       |
| Tổng thời lượng: | Tổng thời lượng:                                 | Tổng thời lượng: | Tổng thời lượng: | Tổng thời lượng:           | 11:44      |

## Đánh giá
Trên trang đánh giá phim Douban, phần một của bộ phim được chấm 8,8/10 điểm với hơn 7000 lượt bình chọn; phần hai của bộ phim cũng đạt 8,8/10 điểm với gần 1000 lượt bình chọn.